# تريسي ساودرز
تريسي ساودرز (بالإنجليزية: Tressie Souders)‏ (7 فبراير 1897 – 17 يناير 1995)، هي أول أمريكية أفريقية تُخرج فيلما روائيا طويلا، وقد كان ذلك سنة 1922 بفيلمها «خطأ امرأة» (بالإنجليزية: A Woman's Error)‏.

## وصلات خارجية
- تريسي ساودرز على موقع IMDb (الإنجليزية)
- تريسي ساودرز على موقع قاعدة بيانات الفيلم (الإنجليزية)